# Auditorium FLOG
L'auditorium FLOG è un centro polivalente di Firenze.
Negli anni drammatici del secondo dopoguerra, la volontà di ricostruzione e di rinascita non solo economica ma anche culturale della città è documentata da importanti iniziative promosse nei settori produttivi fiorentini.
Fra queste sicuramente la costituzione della Fondazione Lavoratori Officine Galileo (FLOG) realizzata il 19 settembre 1945 per iniziativa di alcuni dirigenti, operai e impiegati di una delle più importanti imprese fiorentine, le Officine Galileo appunto.
Nei quattro ettari acquistati sulla stupenda collina di Montughi, gli unici di questa collina a tutt'oggi strappati a una massiccia speculazione edilizia, venne realizzato un centro ricreativo sportivo con piscina, campi da tennis e una pista da ballo che in seguito sarebbe diventata l'attuale arena estiva. Accanto alle attività più strettamente ricreative la FLOG divenne presto sede anche di importanti iniziative culturali fra le quali alcune, nel settore della cultura multietnica, veramente anticipatrici non solo a livello cittadino, ma anche nazionale: la Mediateca delle Tradizioni Popolari, il Festival di Musica dei Popoli (oggi arrivato alla XXVIII edizione), la Rassegna del Film Etnomusicale.
Nel 1972 è stato inaugurato il grande auditorium dove, oltre che a una palestra e vari spazi per i gruppi sportivi della FLOG, è presente una sala per 1000 persone dove vengono programmati circa 150 concerti, da ottobre a maggio di ogni anno, fra i quali Flog W Live. Da anni questo spazio costituisce un punto di riferimento non solo cittadino ma anche nazionale nel campo delle espressioni più varie della ricerca musicale etnica, indipendente e contemporanea.